# Marika Lagercrantz
Marika Karin Louise Lagercrantz (Solna, 12 luglio 1954) è un'attrice svedese, attiva in campo cinematografico, televisivo e teatrale.
Complessivamente, tra cinema e televisione, ha partecipato ad una cinquantina di differenti produzioni, esordendo sin da ragazzina, nella metà degli anni sessanta.
Tra i suoi ruoli più famosi, figurano quello di Viola nel film nominato al premio Oscar Passioni proibite (Lust och fägring stor, 1995, dove è la co-protagonista insieme a Johan Widerberg) e quello di Cecilia Vanger nel film Uomini che odiano le donne (Män som hatar kvinnor, 2009).
È figlia del poeta ed editore Olof Lagercrantz.

## Vita privata
È sposata con l'attore Peter Bergared, dal quale ha avuto tre figlie, Filippa, Moa ed Alicia.

## Filmografia

### Cinema
- Bravi piccoli uomini (Modiga mindre män), regia di Leif Krantz (1965)
- Syöksykierre, regia di Tapio Suominen (1981)
- Kronvittnet, regia di Jon Lindström (1989)
- Dykket, regia di Tristan de Vere Cole (1989)
- Landstrykere, regia di Ola Solum (1990)
- Drömmen om Rita, regia di Jon Lindström (1993)
- Morfars resa, regia di Staffan Lamm (1993)
- Sort høst, regia di Anders Refn (1993)
- Vendetta, regia di Mikael Håfström (1995)
- Ti insegnerò a volare (Älskar älskar inte), regia di Mikael Ruttkay Hylin (1995)
- Passioni proibite (Lust och fägring stor), regia di Bo Widerberg (1995)
- Nu är pappa trött igen, regia di Marie-Louise Ekman (1996)
- Den sidste viking, regia di Jesper W. Nielsen (1997)
- Bert, regia di Lluís Casasayas (1998)
- Lithivm, regia di David Flamholc (1998)
- I Wonder Who's Kissing You Now, regia di Henning Carlsen (1998)
- Sherdil, regia di Gita Mallik e David Flamholc (1999)
- Rackelhane, regia di Göran Nilsson (2000)
- Järngänget, regia di Jon Lindström (2000)
- Gossip, regia di Colin Nutley (2000)
- Hot Dog, regia di Alexandra-Therese Keining (2002)
- Love Boogie, regia di Lena Koppel (2002)
- Gunnar Govin - en man, en röst, en resa, regia di Rolf Börjlind e Stefan Sauk (2003)
- Barnavännen, regia di Jon Lindström - cortometraggio (2004)
- Bedragaren, regia di Hanna Andersson - cortometraggio (2004)
- Maison, regia di Ann Holmgren - cortometraggio (2004)
- Min frus förste älskare, regia di Hans Åke Gabrielsson (2006)
- Hvis jeg faller, regia di Johanne Helgeland - cortometraggio (2006)
- Uomini che odiano le donne (Män som hatar kvinnor), regia di Niels Arden Oplev (2009)
- Lyckliga familjen, regia di Markus Andreasson - cortometraggio (2009)
- Sweaty Beards, regia di Joakim Jardeby (2010)
- Pax, regia di Annette Sjursen (2011)
- Umeå4ever, regia di Geir Greni (2011)
- Soffan, regia di Karin Fahlén - cortometraggio (2012)
- Jävla pojkar, regia di Shaker K. Tahrer (2012)
- Flaket, regia di Jens Klevje e Fabian Svensson - cortometraggio (2015)
- Hilda, regia di EliSophie Andrée - cortometraggio (2021)
- Vinterviken, regia di Alexis Almström (2021)
- Diorama, regia di Tuva Novotny (2022)
- Call of the Unseen, regia di Henrik Pilerud (2022)
- Scapegoat, regia di Marcus Ovnell (2024)

### Televisione
- Ett drömspel, regia di Johan Bergenstråhle – film TV (1980)
- Hummerkriget, regia di Barbro Larsson – film TV (1986)
- Hjärtat, regia di Jon Lindström - film TV (1987)
- Hassel - Botgörarna, regia di Mikael Håfström - film TV (1992)
- Emma åklagare - serie TV, 9 episodi (1997)
- Längtans blåa blomma - miniserie TV, 4 episodi (1998)
- Judith - miniserie TV, 3 episodi (2000)
- Sejer - Djevelen holder lyset, regia di Eva Isaksen – film TV TV (2003)
- Predikanten, regia di Jonas Grimås - film TV (2007)
- Millennium – miniserie TV, episodi 1x01-1x02 (2010)
- When You Are Lärare – serie TV, 6 episodi (2017)

## Teatro
- Merlin - Stockholms stadsteater (1996)
- Fadern - Teater Plaza (2000)
- Jerka - Göta Lejon (2002) & Storan, Göteborg (2003)
- Sabina - Riksteatern (2003)
- Flickan som ville rädda Gud - Stockholms stadsteater (2006)
- Gustaf den tredje - Kungliga dramatiska teatern (2008)

## Doppiatrici italiane
Nelle versioni in italiano delle opere in cui ha recitato, Marika Lagercrantz è stata doppiata da:
- Chiara Colizzi in Uomini che odiano le donne[5][6]

## Riconoscimenti
- Guldbagge
  - 1994 - Candidata a migliore attrice per Drömmen om Rita e Morfars resa
  - 1996 - Candidata a migliore attrice per Passioni proibite